# Michael Schäfer (Politiker, 1972)

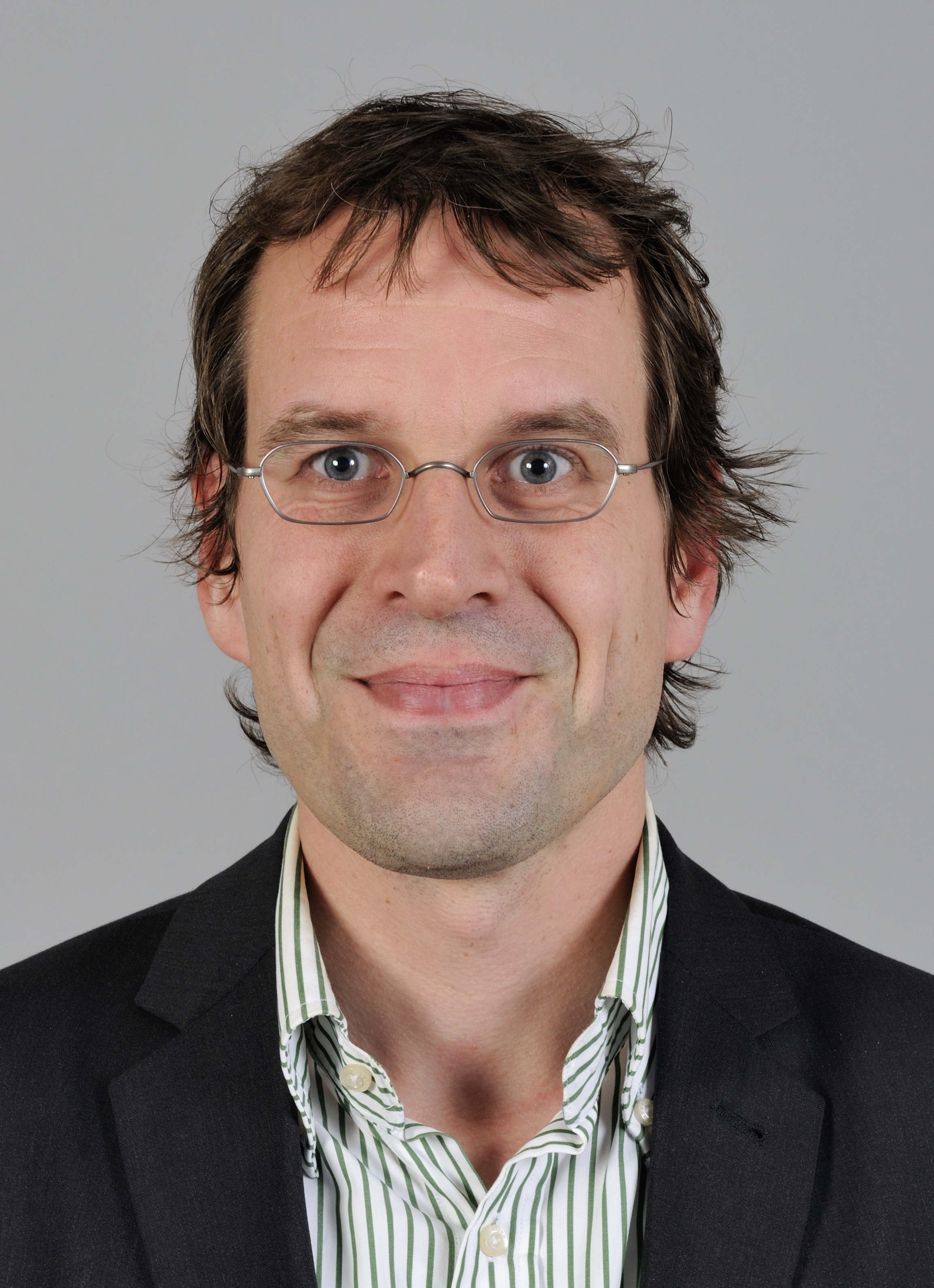
Michael Schäfer (2013)

Michael Schäfer (* 16. Juni 1972 in Gießen) ist ein ehemaliger Politiker (Bündnis 90/Die Grünen) und Mitarbeiter verschiedener Organisationen im Bereich Umwelt und Klimaschutz.

## Biografie
Michael Schäfer legte 1991 das Abitur ab und leistete anschließend Zivildienst. Danach studierte er von 1993 bis 1999 Verwaltungswissenschaft an der Universität Konstanz, der York University in Toronto (Kanada) und der Universität Potsdam, an der er 1999 das Studium mit dem Diplom abschloss.
1999 bis 2000 machte er eine Ausbildung zum Werbetexter und war 1999 bis 2002 Texter in der Kolle Rebbe Werbeagentur, Hamburg. Von 2003 bis 2005 arbeitete er als Büroleiter des Bundesvorsitzenden von Bündnis 90/Die Grünen Reinhard Bütikofer in Berlin. Bei der Wahl 2006 wurde Michael Schäfer über die Landesliste als Mitglied des Abgeordnetenhauses von Berlin gewählt, dem er bis 2016 angehörte, und war energiepolitischer Sprecher seiner Fraktion und von 2007 bis 2011 stellvertretender Fraktionsvorsitzender. Seit 2016 ist Michael Schäfer ehrenamtliches Mitglied im Bundesvorstand der Deutschen Umwelthilfe.
Von Dezember 2016 bis Mai 2017 war Michael Schäfer Projektleiter für Industriepolitik bei der Denkfabrik Agora Energiewende. Von Juni 2017 bis März 2020 leitete er den Fachbereich Klimaschutz und Energiepolitik beim WWF Deutschland und kehrte danach als Senior Advisor mit dem Schwerpunkt nationale Politik zu Agora Energiewende zurück.
2021 wurde Schäfer Leiter des Fachbereichs Klimaschutz und Umweltpolitik und Mitglied der Geschäftsleitung beim Naturschutzbund Deutschland (NABU). Er reichte dort im Mai 2022 seine Kündigung ein. Kündigungsgrund war nach seinen Angaben, dass er „einige aktuelle Positionen des NABU zur Windenergie persönlich nicht vertreten“ könne.
Schäfer sollte zum 15. Juni 2023 Geschäftsführer der Deutschen Energie-Agentur (DENA) werden. Diese Personalentscheidung wurde allerdings Gegenstand der Trauzeugenaffäre, als im April 2023 die geschäftlichen und privaten Verbindungen zwischen Schäfer und Staatssekretär Patrick Graichen, der als Mitglied der Findungskommission zur Neubesetzung der DENA-Geschäftsführung Schäfer als neuen Geschäftsführer vorgeschlagen hatte, bekannt wurden. Schäfer war nicht nur Angestellter in der von Graichen geleiteten Denkfabrik Agora Energiewende gewesen, sondern auch privat mit Graichen befreundet und dessen Trauzeuge gewesen. Der Arbeitsvertrag der DENA mit Schäfer wurde aufgelöst, wobei Schäfer auf eine Abfindung verzichtete, und die Stelle neu ausgeschrieben.
Seit Mai 2024 ist Schäfer Geschäftsführer von GermanZero.

## Politik
Michael Schäfer trat 1990 in die Partei Die Grünen ein. Er war Mitglied des Berliner Abgeordnetenhaus und Mitglied der Fraktion Bündnis 90/Die Grünen von 2006 bis 2016. Von 2007 bis 2011 war er stellvertretender Fraktionsvorsitzender.